# گنبد سبز (زواره)

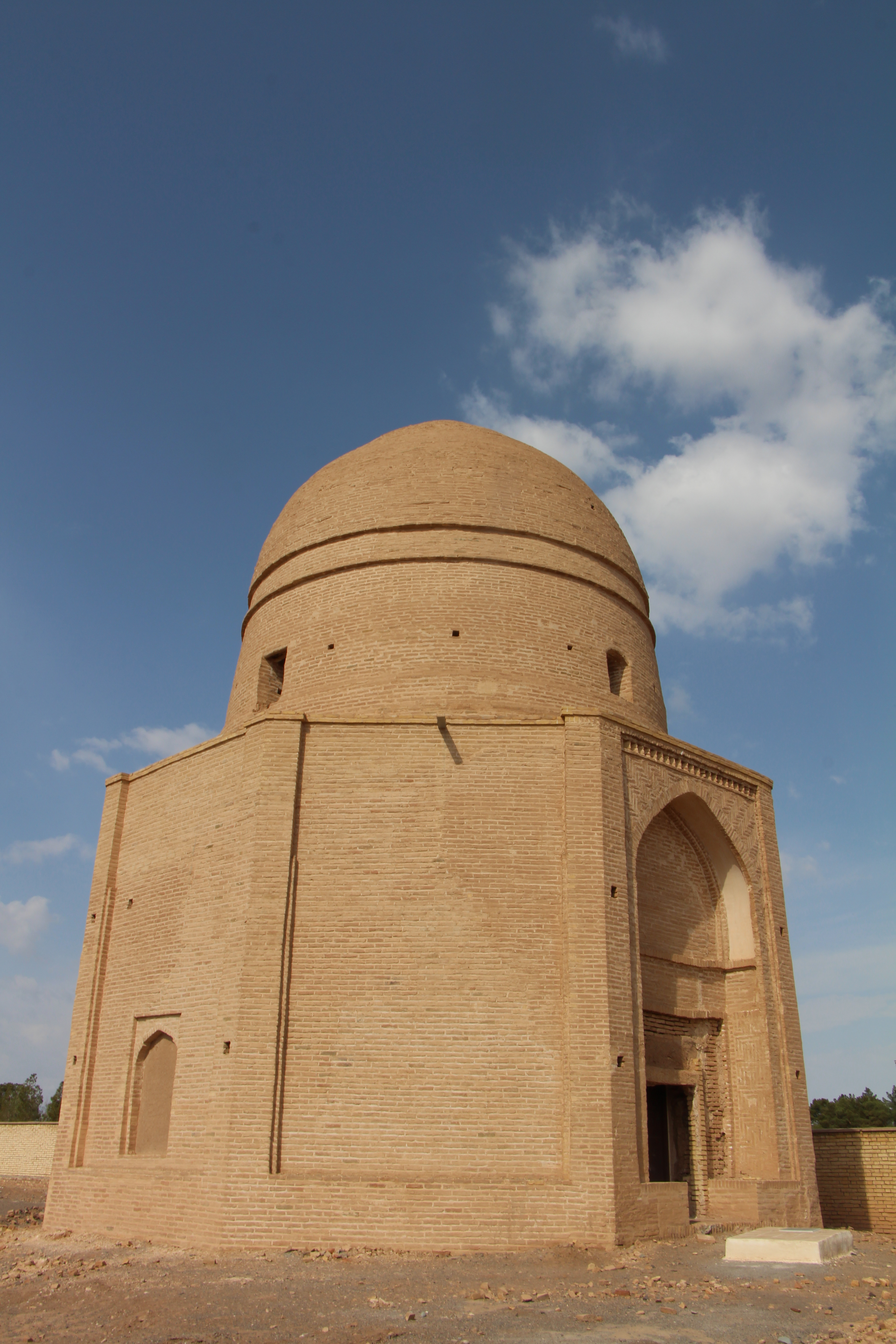
گنبد سبز زواره

گنبد سبز مربوط به اواخر دوره سلجوقی است و در شهرستان اردستان، بخش زواره، شهر زواره، خیابان امام رضا، حریم قبرستان قدیمی شهر واقع شده و این اثر در تاریخ ۸ بهمن ۱۳۸۵ با شمارهٔ ثبت ۱۷۰۳۲ به عنوان یکی از آثار ملی ایران به ثبت رسیده است.
‌گنبد سبز زواره سومین بنای آجری سلجوقی پس از مسجد پامنار و مسجد جامع این شهر بوده که در محدوده قبرستان قدیمی و حاشیه شهر واقع شده است و محل دفن ابونصر احمد علی ازواری‌ از عرفای اوایل قرن ششم می‌باشد. 